# Harold Abrahams
Harold Maurice Abrahams (15. prosince 1899 Bedford – 14. ledna 1978 Londýn) byl britský atlet, sprinter, olympijský vítěz v běhu na 100 metrů z roku 1924.

## Sportovní
Narodil se v rodině židovských přistěhovalců z Litvy. Studoval právo na univerzitě v Cambridge, kde se současně věnoval atletice - sprintům a skoku do dálky. Startoval na olympiádě v Antverpách v roce 1920. Byl zde členem štafety na 4 x 100 metrů, která skončila čtvrtá, v bězích na 100 a 200 metrů i ve skoku do dálky nezaznamenal úspěch.
Měsíc před pařížskou olympiádou v roce 1924 vylepšil britský rekord ve skoku do dálky na 737 cm, který vydržel až do roku 1956. Na olympiádě zvítězil v běhu na 100 metrů, byl členem stříbrné štafety na 4 x 100 metrů a skončil šestý v běhu na 200 metrů. O rok později si zlomil nohu a ukončil sportovní kariéru. Poté pracoval řadu let jako sportovní novinář. Historii startu Abrahhamse a jeho soupeře Liddela na pařížské olympiádě popisuje film Ohnivé vozy, který obdržel čtyři Oscary.